# الکساندریا، امپومالانگا
الکساندریا، امپومالانگا (به لاتین: Alexandria, Mpumalanga) یک شهرک در آفریقای جنوبی است که در امپومالانگا واقع شده‌است.